# Lijst van gotische gebouwen in Limburg (België)
Dit is een (onvolledige) lijst van de gebouwen die in de gotische stijl zijn gebouwd in de Belgische provincie Limburg. Vaak zijn de gebouwen niet volledig in gotische stijl gebouwd; in dat geval worden enkel de gegevens van het gotische gedeelte gegeven.
| Naam                                   | Functie       | Start bouw (jaar)                             | Voltooid (jaar)                               | Stijl      | Huidige staat          | Oorspronkelijke hoogte (m) | Huidige hoogte (m) | Lengte (m) | Breedte (m) | Stad            | Straat               | Afbeelding |
| -------------------------------------- | ------------- | --------------------------------------------- | --------------------------------------------- | ---------- | ---------------------- | -------------------------- | ------------------ | ---------- | ----------- | --------------- | -------------------- | ---------- |
| Sint-Quintinuskathedraal               | Toren         | 11e eeuw                                      | 13e eeuw                                      | Gotiek     | Gerestaureerd          | ?                          | ?                  | ?          | ?           | Hasselt         | Vismarkt             |            |
| Sint-Stefanuskerk                      | Kerk          | 15e eeuw                                      | 15e eeuw                                      | Maasgotiek | Gerestaureerd          | ?                          | ?                  | ?          | ?           | 's Herenelderen | Sint-Stefanusstraat  |            |
| Begijnhofkerk Sint-Catharinabegijnhof  | Begijnhofkerk | 13e eeuw                                      | 3e kwart 15e eeuw                             | Gotiek     | Verbouwd Gerestaureerd | ?                          | ?                  | ?          | ?           | Tongeren        | Sint-Catharinastraat |            |
| Onze-Lieve-Vrouwebasiliek              | Kerk          | 1240                                          | 1536                                          | Maasgotiek | Gerestaureerd          | ?                          | 64                 | ?          | ?           | Tongeren        | Grote Markt          |            |
| Toren van de Sint-Quintinuskerk        | Kerktoren     | einde van de 13e of het begin van de 14e eeuw | einde van de 13e of het begin van de 14e eeuw | Gotiek     | Gerestaureerd          | ?                          | 31                 | ?          | ?           | Zonhoven        | Dorpsstraat          |            |
| Kapel Onze-Lieve-Vrouw-van-Ten-Eikenen | Kapel         | 1483                                          | 1550                                          | Gotiek     | Gerestaureerd          | ?                          | ?                  | ?          | ?           | Zonhoven        | Eikenenweg 43        |            |